# Frontière entre l'Indiana et le Kentucky
La frontière entre l'Indiana et le Kentucky est une frontière intérieure des États-Unis délimitant les territoires de l'Indiana au nord et du Kentucky au sud.
Son tracé suit la rivière Ohio, de sa confluence avec la rivière Wabash jusqu'au méridien 84° 48' 23" longitude ouest.